# Yamada Yuya
Yuya Yamada (sinh ngày 12 tháng 4 năm 1988) là một cầu thủ bóng đá người Nhật Bản.

## Sự nghiệp câu lạc bộ
Yuya Yamada đã từng chơi cho Kagoshima United FC.